# Premier Soccer League
Premier Soccer League, även känt under förkortningen PSL, är namnet på National Soccer League (NSL), den nationella fotbollsligan i Sydafrika. Den högsta ligan heter ABSA Premiership, som är sponsrad av ABSA. Den näst högsta ligan är National First Division, som är uppdelad i två regionala divisioner.
Norska Kjetil Siem var verkställande direktör mellan 2007 och 2010. Han tog över efter engelska Trevor Phillips. Huvudkontoret ligger i Parktown, Johannesburg.

## Klubbar ABSA Premiership
| Klubb               | Stad             | Arena                                       | Kapacitet |
| ------------------- | ---------------- | ------------------------------------------- | --------- |
| AmaZulu             | Durban           | King Goodwill Zwelithini Stadium            | 10,000    |
| Baroka              | Polokwane        | Peter Mokaba Stadium                        | 45,500    |
| Bidvest Wits        | Johannesburg     | Bidvest Stadium                             | 5,000     |
| Black Leopards      | Thohoyandou      | Thohoyandou Stadium                         | 40,000    |
| Bloemfontein Celtic | Bloemfontein     | Dr. Petrus Molemela Stadium                 | 22,000    |
| Cape Town City      | Kapstaden        | Cape Town Stadium                           | 55,000    |
| Chippa United       | Port Elizabeth   | Nelson Mandela Bay Stadium                  | 48,459    |
| Golden Arrows       | Durban           | Princess Magogo Stadium                     | 12,000    |
| Highlands Park      | Johannesburg     | Makhulong Stadium                           | 13,500    |
| Kaizer Chiefs       | Johannesburg     | FNB Stadium                                 | 94,736    |
| Mamelodi Sundowns   | Pretoria         | Loftus Versfeld Stadium, Pretoria           | 51,762    |
| Maritzburg United   | Pietermaritzburg | Harry Gwala Stadium                         | 12,000    |
| Orlando Pirates     | Johannesburg     | Orlando Stadium                             | 37,139    |
| Polokwane City      | Polokwane        | Peter Mokaba Stadium                        | 45,500    |
| Stellenbosch United | Stellenbosch     | Coetzenburg Stadium                         | 8,000     |
| SuperSport United   | Pretoria         | Lucas Masterpieces Moripe Stadium, Pretoria | 28,900    |

## Mästare
| Lag               | Antal titlar | År som mästare |
| ----------------- | ------------ | --- |
| Mamelodi Sundowns | 15           | 1997–98, 1998–99, 1999-00, 2005–06, 2006–07, 2013–14, 2015–16, 2017–18, 2018–19, 2019/20, 2020/21, 2021/22, 2022/23, 2023/24, 2024/25 |
| Orlando Pirates   | 4            | 2000–01, 2002–03, 2010–11, 2011–12 |
| Kaizer Chiefs     | 4            | 2003–04, 2004–05, 2012–13, 2014–15 |
| Supersport United | 3            | 2007–08, 2008–09, 2009–10 |
| Manning Rangers   | 1            | 1996–97 |
| Santos            | 1            | 2001–02 |
| Bidvest Wits      | 1            | 2016–17 |